# 1829 Dawson
Az 1829 Dawson (ideiglenes jelöléssel 1967 JJ) a Naprendszer kisbolygóövében található aszteroida. Carlos Ulrrico Cesco és Arnold Richard Klemola fedezte fel 1967. május 6-án.